# 便利国际海上运输公约
便利国际海上运输公约（英語：Convention on Facilitation of International Maritime Traffic），又称便利运输公约，是1965年国际海事组织（时称政府间海事咨询组织）制订的国际公约。公约于英国伦敦通过，于1967年3月5日生效，保存人是国际海事组织秘书长。

## 背景
为尽量简化和减少国际航行船舶相关的手续、文书要求和程序，以便利海上运输，各缔约国达成本公约。

## 内容
公约主要规定各缔约国应保证在制定实施相关措施时进行合作，并在此方面尽可能达到最高程度的统一。
公约的附则列明了相关术语的定义和一般规定（第一节）、有关船舶抵达逗留和离开的规定（第二节）、有关人员的抵离港口的规定（第三节）和有关公共卫生和检疫的规定（第四节）等规定。